# Pilar Bardem
María del Pilar Bardem Muñoz (Sevilla, 14 de marzo de 1939-Madrid, 17 de julio de 2021) fue una actriz española, galardonada con el Premio Goya y la Medalla de Oro al Mérito en las Bellas Artes. Entre 2002 y 2018, fue presidenta de Artistas Intérpretes, Sociedad de Gestión, así como de su fundación.

## Biografía
Nació el 14 de marzo de 1939 en Sevilla. Es miembro de una larga e ilustre saga de artistas de origen judío por ambas ramas: hija de Rafael Bardem y Matilde Muñoz Sampedro, hermana de Juan Antonio Bardem (padre de Miguel Bardem Aguado), sobrina de las actrices Mercedes y Guadalupe Muñoz Sampedro y prima de las actrices Carmen Lozano Muñoz (hija de Mercedes) y Lucía Soto Muñoz, Luchy Soto (hija de Guadalupe), y de Conchita Bardem (por parte de su padre Rafael).
En 1961 Pilar Bardem contrajo matrimonio con José Carlos Encinas Doussinague, padre de sus cuatro hijos: Carlos, Mónica, Javier (ganador del Óscar) y uno fallecido al poco de nacer. Su esposo era un hombre conflictivo que dificultó cuanto pudo su divorcio de la actriz y que incluso llegó a dispararle. José Carlos Encinas falleció en 1995, y Pilar Bardem tuvo relaciones con otros actores, en especial con Agustín González.
Fumadora compulsiva, superó con éxito dos cánceres (de pulmón y de colon, para los que tuvo que someterse a sendas operaciones) y se involucró activamente en el movimiento sindical de la profesión, logrando por ejemplo que las dos actuaciones diarias, habituales hasta entonces, se redujeran a una sola. Su familia compartía militancia o simpatía por el Partido Comunista.

### Años 1960 y 1970
Pilar Bardem irrumpió en el cine a temprana edad, a mediados de la década de 1960. Entre sus trabajos de esa época se cuentan papeles en películas como El mundo sigue, de Fernando Fernán Gómez (1965), Buenos días, condesita, de Luis César Amadori (1967), La novicia rebelde, de Luis Lucia (1971) y Las Ibéricas F.C., de Pedro Masó (1971).
En los años 1970, sigue participando en muchas películas de corte comercial de la Transición Española, como Las colocadas (1972), de Pedro Masó, La duda, de Rafael Gil (1972), Yo soy Fulana de Tal, de Pedro Lazaga (1975), pero también interviene en producciones más excéntricas, como La venganza de la momia y Los ojos azules de la muñeca rota, ambas de Carlos Aured (1973), y dos adaptaciones de obras literarias antiguas: La Regenta, de Gonzalo Suárez (1974), adaptación de la novela del célebre escritor Leopoldo Alas «Clarín», y El libro del buen amor, de Tomás Aznar y Julián Marcos (1975), basado en la obra homónima del arcipreste de Hita. En ese mismo año participó en la primera Huelga de actores en España (1975), cuyo fin principal era acabar con las sesiones dobles en los teatros y dejarlas en una sola, como cuenta en sus memorias.
Buena prueba de la intensa actividad de Bardem en el cine de la época son otras películas como La joven casada, de Mario Camus (1975), Carne apaleada, de Javier Aguirre (1978), Soldados, de Alfonso Ungría (1978), Cinco tenedores, de Fernando Fernán Gómez (1979) y El día del presidente, de Pedro Ruiz (1979).
En televisión, participó en la serie Cuentos y leyendas y en montajes dramáticos emitidos en el espacio Estudio 1.

### Años 1980 y 1990
En la década de 1980, Bardem realizó trabajos en televisión como Los gozos y las sombras (1982), Tristeza de amor (1986), Lorca, muerte de un poeta (1987) y Cómicos (1987). Participa también en la serie La huella del crimen, en el capítulo «El crimen de la calle Fuencarral» (1984).
En el cine participó en tres películas dirigidas por Mariano Ozores a mediados de la década.
En la década de 1990, tras encarnar a una prostituta en Las edades de Lulú, de Bigas Luna (1990), participó como secundaria en Todo por la pasta, de Enrique Urbizu (1991), Vacas, de Julio Médem (1992), Siete mil días juntos, de Fernando Fernán Gómez (1994), Cachito, de Enrique Urbizu (1996), y también Boca a boca, de Manuel Gómez Pereira (1995).
Ese mismo año Agustín Díaz Yanes le ofreció un papel en la película Nadie hablará de nosotras cuando hayamos muerto, junto a Victoria Abril y Federico Luppi. Al año siguiente se alzó con el título de Mejor actriz de reparto del año en los Premios Goya. En esa misma noche su sobrino, Miguel Bardem, recogió el premio al Mejor cortometraje de ficción. La ceremonia finalizaba con la proclamación de Javier Bardem como Mejor actor protagonista.
A raíz de esto se le acumularían papeles: Airbag, de Juanma Bajo Ulloa (1996), Carne trémula, de Pedro Almodóvar (1997) y Pantaleón y las visitadoras, de Francisco Lombardi (1999). Estos trabajos los compaginó con su intervención en series como Hermanas, Ketty no para, El Inquilino, o Abierto 24 horas, junto a Pedro Reyes, Beatriz Rico y Luis Merlo. En 1998 llegó a doblar a Fernanda Montenegro en el papel de Dora en la película Central do Brasil, por la que fue nominada al Premio Óscar a la mejor actriz.

### Década de 2000

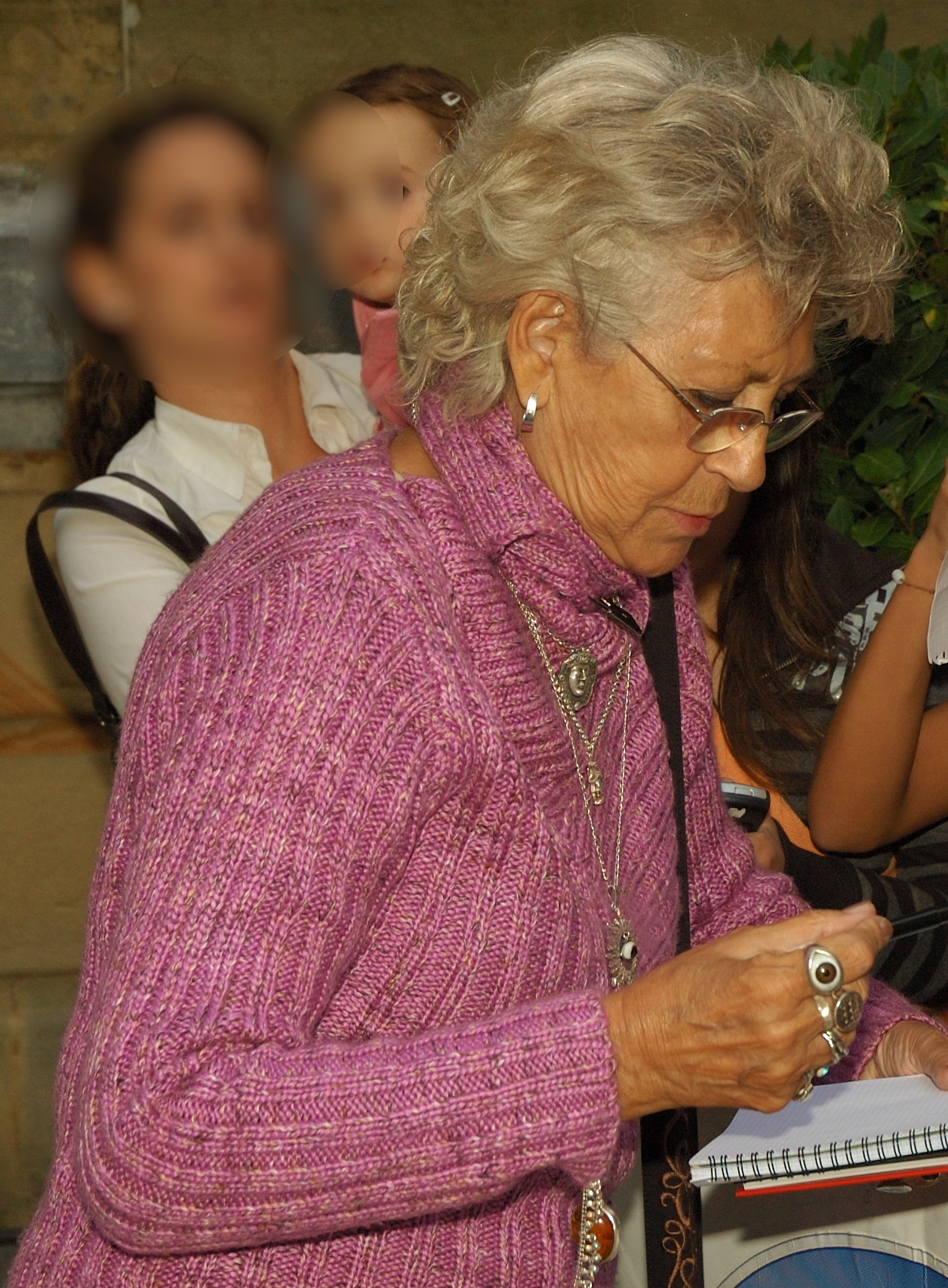
Firmando autógrafos en el Festival Internacional de Cine de San Sebastián, 2006.

Bardem inició la década con películas como Sin noticias de Dios, de Agustín Díaz Yanes y Cosa de brujas, de José Miguel Juárez (2003).
En teatro participó en 5 mujeres.com, donde recitaba monólogos sobre la condición de la mujer en una sociedad machista. Bardem protagonizó la obra junto a Llum Barrera, Beatriz Carvajal y Toni Acosta. Las cuatro obtuvieron una candidatura conjunta a los Fotogramas de Plata.
El presidente de gobierno José María Aznar apoyó la Guerra de Irak y el conjunto de intérpretes españoles se mostró contrario a tal intervención bélica en la gala de los Goya 2003. A las pocas semanas, María Barranco, Amparo Larrañaga, Ana Belén, Juan Echanove, Jordi Dauder, Juan Luis Galiardo y la propia Pilar Bardem fueron invitados a una sesión en el Congreso de los Diputados. Dichos intérpretes lucieron camisetas en las que se leía claramente un eslogan: «No a la guerra». Después del incidente fueron expulsados del hemiciclo. Veinticuatro horas más tarde, Pilar Bardem pasó a presidir la asociación de Cultura contra la guerra. Desde entonces, participó en numerosos actos y manifestaciones junto a otros artistas, como la lucha contra la violencia de género y ha defendido sus principios y convicciones políticas.
En ese mismo año (2004), Bardem protagonizó María querida, de José Luis García Sánchez, biografía de María Zambrano que le reporta la Espiga de Plata de la SEMINCI de Valladolid, así como una nueva candidatura a los Premios Goya.
Al año siguiente protagonizó la serie Amar en tiempos revueltos, ambientada en la guerra civil española y a los años de la dictadura franquista. Permaneció durante la primera y mitad de la segunda temporada (2005-2007), y durante la grabación de la serie participó en Alatriste, de Agustín Díaz Yanes (2006).

### Últimos trabajos

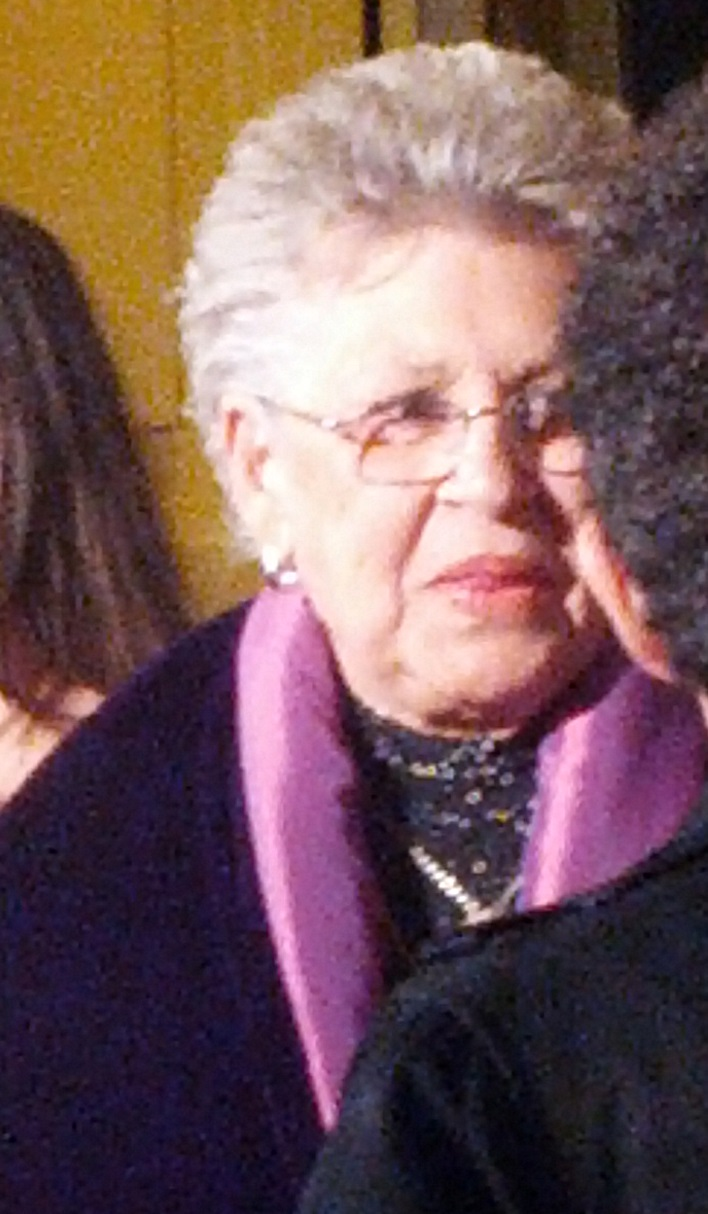
En el estreno en España de Skyfall, 2012.

En los años siguientes intervino en películas como La bicicleta, de Sigfrid Monleón (2006), La vida en rojo, de Andrés Linares (2008), La vida empieza hoy, de Laura Mañá (2010), o la adaptación de los cuentos de Kika Superbruja, de Ludger Jochmann: Kika Superbruja y el libro de los hechizos, de Stefan Ruzowitzky (2009), y su secuela Kika Superbruja: El viaje a Mandolán, de Harald Sicheritz (2011). También hizo pequeñas colaboraciones en series de televisión: Martes de Carnaval, basada en la obra homónima de Ramón María del Valle-Inclán, Hay alguien ahí, Doctor Mateo, Hospital Central o Cuéntame cómo pasó.

## Últimos años y muerte
Con la llegada del nuevo siglo Pilar sufrió una operación de cáncer de pulmón por sus excesos con el tabaco de los que acabó reponiéndose. Siempre estaba ilusionada por trabajar. Tenía una enorme vitalidad, y además de gran actriz, fue el símbolo de una mujer luchadora e independiente. Durante la última década de su vida padeció diversos problemas de salud y sufrió fuertes resfriados, lo que derivó en una enfermedad pulmonar, siendo habitual verla con mascarilla de oxígeno en las últimas apariciones públicas. Los últimos días de su vida fue ingresada en la clínica Ruber de Madrid, donde falleció a los 82 años la mañana del sábado 17 de julio de 2021. Su cuerpo fue posteriormente incinerado en la localidad madrileña de San Lorenzo de El Escorial.
El 19 de diciembre de 2021, el delegado del Frente Polisario en España, Abdulah Arabi, anunció que Pilar Bardem recibiría a título póstumo la nacionalidad de la RASD saharaui, título recogido por sus hijos Carlos y Javier durante la celebración de la segunda edición del FiSáhara, en el Círculo de Bellas Artes de Madrid.

## Filmografía
- El mundo sigue, de Fernando Fernán Gómez (1963)
- Buenos días, condesita, de Luis César Amadori (1967)
- Las melancólicas, de Rafael Moreno Alba (1971)
- Varietés, de Juan Antonio Bardem (1971)
- La novicia rebelde, de Luis Lucia (1971)
- Las Ibéricas F.C., de Pedro Masó (1971)
- La primera entrega, de Angelino Fons (1971)
- Las colocadas, de Pedro Masó (1972)
- La duda, de Rafael Gil (1972)
- La venganza de la momia, de Carlos Aured (1973)
- Los ojos azules de la muñeca rota, de Carlos Aured (1973)
- La descarriada, de Mariano Ozores (1973)
- Celos, amor y Mercado Común, de Alfonso Paso (1973)
- La Regenta, de Gonzalo Suárez (1974)
- El chulo, de Pedro Lazaga (1974)
- El reprimido, de Mariano Ozores (1974)
- El poder del deseo, de Juan Antonio Bardem (1975)
- El libro del buen amor, de Tomás Aznar y Julián Marcos (1975)
- Yo soy Fulana de Tal, de Pedro Lazaga (1975)
- La joven casada, de Mario Camus (1975)
- Volvoreta, de José Antonio Nieves Conde (1976)
- Ellas los prefieren... locas, de Mariano Ozores (1977)
- Los claros motivos del deseo, de Miguel Picazo (1977)
- Caperucita y Roja, de Aitor Goirocelaya y Luis Revenga (1977)
- El puente, de Juan Antonio Bardem (1977)
- Carne apaleada, de Javier Aguirre (1978)
- El hombre que supo amar, de Miguel Picazo (1978)
- Soldados, de Alfonso Ungría (1978)
- Cinco tenedores, de Fernando Fernán Gómez (1979)
- El día del presidente, de Pedro Ruiz (1979)
- Mi adúltero esposo ('In Situ'), de Joaquín Coll Espona (1979)
- El poderoso influjo de la luna, de Antonio del Real (1980)
- Vivir mañana, de Nino Quevedo (1983)
- Al este del oeste, de Mariano Ozores (1984)
- La Lola nos lleva al huerto, de Mariano Ozores (1984)
- Cuatro mujeres y un lío, de Mariano Ozores (1985)
- Oficio de muchachos, de Carlos Romero Marchent (1986)
- El orden cómico, de Álvaro Forqué (1986)
- Bueno y tierno como un ángel, de José María Blanco (1989)
- Contra el viento, de Francisco Periñán (1990)
- Las edades de Lulú, de Bigas Luna (1990)
- Pepo, el del olvido, de Daniel Múgica (1991)
- Todo por la pasta,de Enrique Urbizu (1991)
- El beso del sueño, de Rafael Moreno Alba (1992)
- Vacas, de Julio Médem (1992)
- Amor e Dedinhos de Pé, de Luís Filipe Rocha (1993)
- Cómo ser infeliz y disfrutarlo, de Enrique Urbizu (1994)
- Siete mil días juntos, de Fernando Fernán Gómez (1994)
- La madre, de Miguel Bardem (1995)
- Hermana, pero ¿qué has hecho?, de Pedro Masó (1995)
- Sálvate si puedes, de Joaquín Trincado (1995)
- Cuernos de mujer, de Enrique Urbizu (1995)
- Entre rojas, de Azucena Rodríguez (1995)
- Boca a boca, de Manuel Gómez Pereira (1995)
- Nadie hablará de nosotras cuando hayamos muerto, de Agustín Díaz Yanes (1995)
- Gran Slalom, de Jaime Chávarri (1996)
- Cachito, de Enrique Urbizu (1996)
- Mirada líquida, de Rafael Moleón (1996)
- Planeta extraño, de Pedro Pérez Jiménez (1997)
- A mi moda, de Nacho Pérez de la Paz (1997)
- Airbag, de Juanma Bajo Ulloa (1997)
- Carne trémula, de Pedro Almodóvar (1997)
- Un día bajo el sol, de Bent Hamer (1998)
- ¡Mamá, preséntame a papá!, de Charlotte de Turckheim (1999)
- Lo básico, de José García Hernández (2000)
- Sexo por compasión, de Laura Mañá (2000)
- Pantaleón y las visitadoras, de Francisco Lombardi (2000)
- Gitano, de Manuel Palacios (2000)
- Sin noticias de Dios, de Agustín Díaz Yanes (2001)
- Cosa de brujas, de José Miguel Juárez (2003)
- ¡Hay motivo! (Catequesis), de Vicente Aranda y Álvaro del Amo (2004)
- María querida, de José Luis García Sánchez (2004)
- 20 centímetros, de Ramón Salazar (2005)
- La bicicleta, de Sigfrid Monleón (2006)
- Nana mía, de Verónica Cerdán Molia (2006)
- Alatriste, de Agustín Díaz Yanes (2006)
- La vida en rojo, de Andrés Linares (2008)
- Kika Superbruja y el libro de los hechizos, de Stefan Ruzowitzky (2009)
- La vida empieza hoy, de Laura Mañá (2010)
- Kika Superbruja: El viaje a Mandolán, de Harald Sicheritz (2011)
- Rey Gitano, de Juanma Bajo Ulloa (2015)

## Televisión
- Cuentopos (1974)
- Silencio, estrenamos (1974)
- El pícaro (1974)
  - Capítulo 4: «En el que se relata la llegada de los dos pícaros al patio de Monipodio y la acogida que tuvieron»
  - Capítulo 5: «De cómo Lucas Trapaza conoció a Isabel la Toledana y a su amiga Manuela»
- Cuentos y leyendas (1976)
- Los libros (1976)
- Novela (1976)
- La señora García se confiesa (1976)
- Estudio 1 (1973-1979)
- Los gozos y las sombras (1982)
- La huella del crimen: El crimen de la calle Fuencarral, de Angelino Fons (1984)
- La comedia musical española (1985)
  - Ana María
  -  Róbame esta noche
- Segunda enseñanza (1987)
- Tristeza de amor (1986)
- Lorca, muerte de un poeta (1987)
- Cómicos (1987)
- La forja de un rebelde (1990)
- Las chicas de hoy en día (1990)
- A su servicio (1993)
- Compuesta y sin novio (1994)
- Villarriba y Villabajo (1994)
- Pepa y Pepe (1995)
- Ketty no para (1997)
- Hermanas (1998)
- Abierto 24 horas (2000)
- El inquilino (2004)
- Amar en tiempos revueltos (2005-2007)
- Martes de Carnaval (2008)
  - Capítulo 1: «La hija del capitán»
  - Capítulo 2: «Las galas del difunto»
  - Capítulo 3: «Los cuernos de Don Friolera»

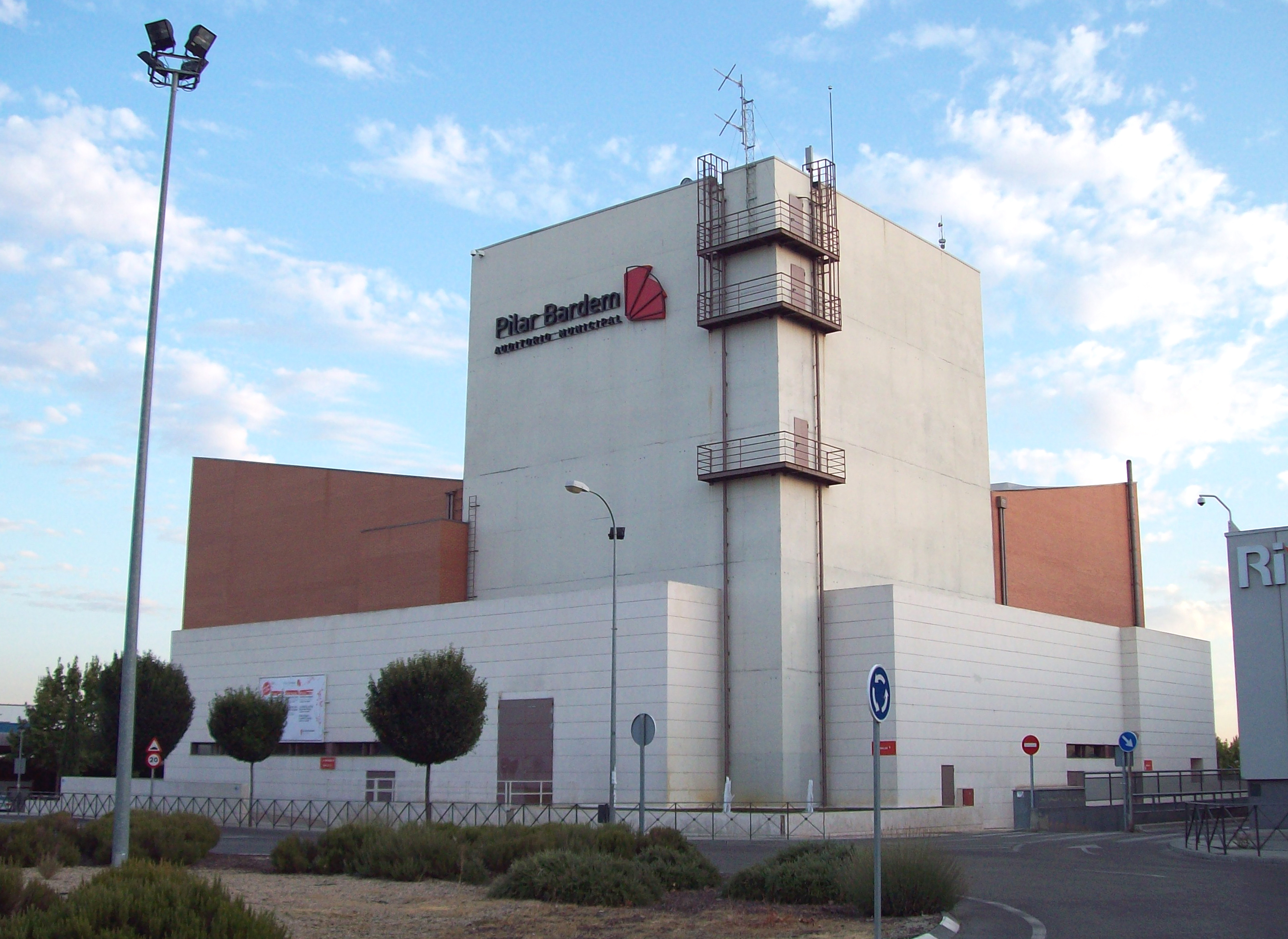
Fachada del Auditorio Pilar Bardem de Rivas-Vaciamadrid (Comunidad de Madrid, España).

- Hay alguien ahí (2010)
- Doctor Mateo (2011)
- Hospital Central (2012)
- Cuéntame cómo pasó (2013)

## Teatro
- El paraíso de los imprudentes (1958)
- Las mujeres y yo (1960)
- ¡Béseme usted! (1960)
- Todo en el jardín (1970)
- ¡Flash!... ¡Flash! (1971)
- ¿Quién teme al lobo feroz? (1972)
- Juegos de medianoche (1972)
- El cargo (1973)
- La Mirandolina (1973)
- Vodevil (1973)
- El visón volador (1974)
- Tal como son (1974)
- La Celestona (1974)
- Harold y Maud (1975)
- Sónica, la cortesana (1975)
- Platero y yo (1975)
- La carroza de plomo candente (1976)
- La piel del limón (1976)[4]
- Las arrecogías del beaterio de Santa María Egipciaca (1977)[5]
- Violines y trompetas (1977)
- Lo mío es de nacimiento (1978)
- Ordeño y mando (1979)
- María la Mosca (1979-1980)
- A la vejez... viruelas (1981)
- Nunca es tarde si la dicha es buena (1982)
- Juana del amor hermoso (1983)
- Punto y coma (1984)
- ¡Sublime decisión! (1984)
- La Actriz (obra de teatro) (1987)
- El hotelito (1985-1986)
- De Madrid al cielo (1988)
- Usted tiene ojos de mujer fatal (1989)
- Maribel y la extraña familia (1989-1990)
- Eloísa está debajo de un almendro (1991)[6]
- Feliz aniversario (1991)
- La noche del sábado (1991)
- Comisaría especial para mujeres (1992)
- La viuda es sueño (1992)
- Las cenizas de un muerto de Vietnam (1992)
- El cianuro... ¿solo o con leche? (1993)
- Martes de Carnaval (1995)
- Pelo de tormenta (1996)
- 5 mujeres.com (2003-2004)
- La sospecha (2007-2008)

## Premios y candidaturas

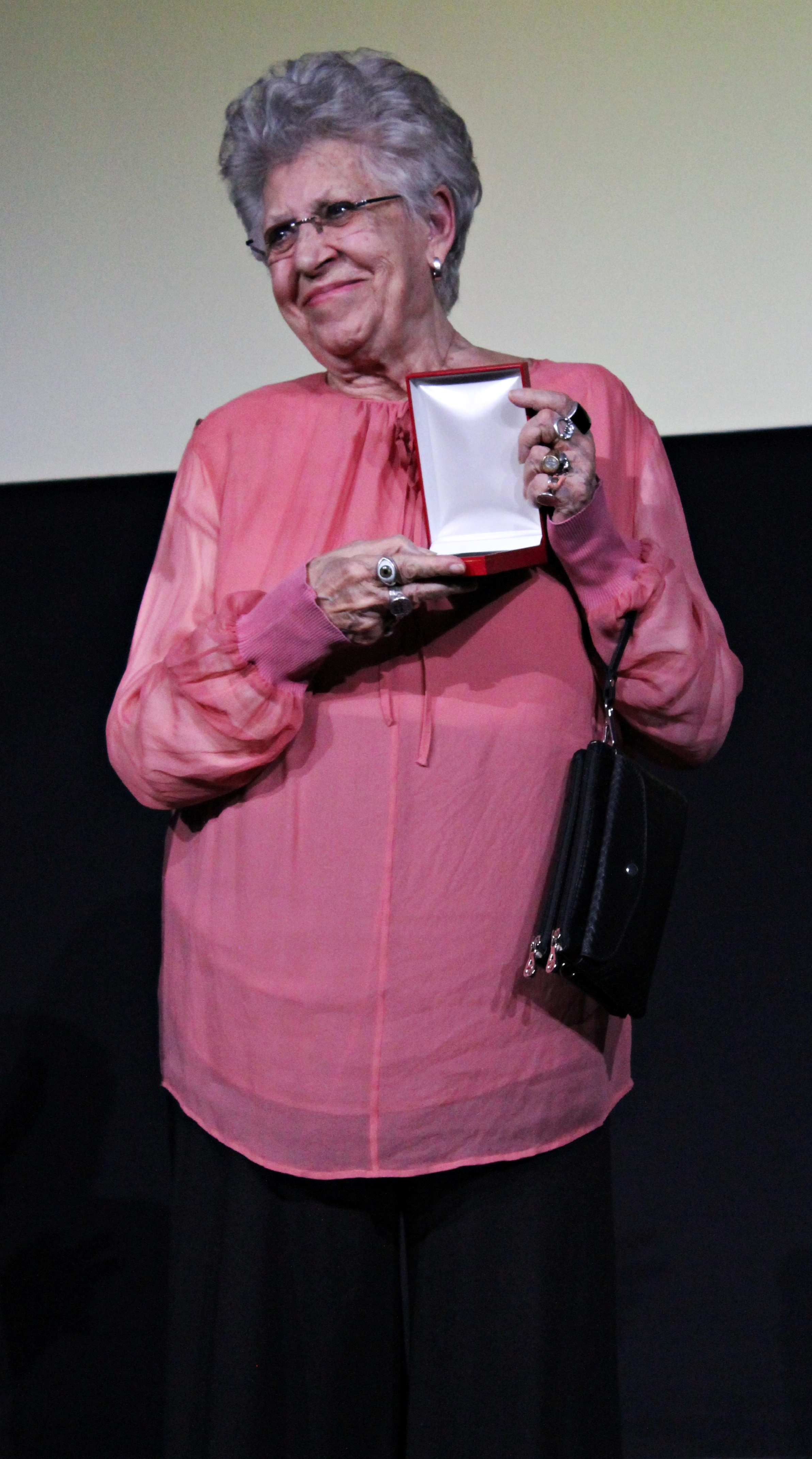
Bardem ganó la Medalla de honor del Círculo de Escritores Cinematográficos.

Premios Goya
| Año  | Categoría                                  | Película                                        | Resultado |
| ---- | ------------------------------------------ | ----------------------------------------------- | --------- |
| 1996 | Mejor interpretación femenina de reparto   | Nadie hablará de nosotras cuando hayamos muerto | Ganadora  |
| 2004 | Mejor interpretación femenina protagonista | María querida                                   | Candidata |

Premios de la Unión de Actores y Actrices
| Año  | Categoría                               | Película                                        | Resultado |
| ---- | --------------------------------------- | ----------------------------------------------- | --------- |
| 1995 | Mejor interpretación secundaria de cine | Nadie hablará de nosotras cuando hayamos muerto | Ganadora  |
| 1997 | Mejor interpretación de reparto de cine | Carne trémula                                   | Ganadora  |
| 2004 | Mejor actriz protagonista de cine       | María querida                                   | Candidata |

Premios ACE (Nueva York)
| Año  | Categoría               | Película                                        | Resultado |
| ---- | ----------------------- | ----------------------------------------------- | --------- |
| 1995 | Mejor actriz de reparto | Nadie hablará de nosotras cuando hayamos muerto | Ganadora  |

Medallas del Círculo de Escritores Cinematográficos
| Año  | Categoría        | Película         | Resultado |
| ---- | ---------------- | ---------------- | --------- |
| 2004 | Mejor actriz     | María querida    | Candidata |
| 2018 | Medalla de honor | Medalla de honor | Ganadora  |

Premios Fotogramas de Plata
| Año  | Categoría              | Película/Montaje | Resultado |
| ---- | ---------------------- | --- | --------- |
| 1995 | Mejor actriz de cine   | Cuernos de mujer Nadie hablará de nosotras cuando hayamos muerto Hermana, ¿pero qué has hecho? Sálvate si puedes Siete mil días juntos | Finalista |
| 1997 | Mejor actriz de teatro | Pelo de tormenta | Finalista |
| 2002 | Mejor actriz de teatro | 5mujeres.com | Candidata |
| 2004 | Mejor actriz de cine   | María querida | Candidata |

Premios Max
| Año  | Categoría               | Montaje          | Resultado |
| ---- | ----------------------- | ---------------- | --------- |
| 1998 | Mejor actriz            | Pelo de tormenta | Candidata |
| 2003 | Mejor actriz de reparto | 5mujeres.com     | Candidata |

Festival Internacional de Cine de Valladolid
| Año  | Categoría                         | Película      | Resultado |
| ---- | --------------------------------- | ------------- | --------- |
| 2004 | Espiga de Plata a la mejor actriz | María querida | Ganadora  |

Festival de Cine de España de Toulouse
| Año  | Categoría                                  | Película            | Resultado |
| ---- | ------------------------------------------ | ------------------- | --------- |
| 2010 | Violette d'Or a la mejor actriz (ex aequo) | La vida empieza hoy | Ganadora  |

Otros premios por su trayectoria
- 1996: Premio a la Coherencia otorgado por Izquierda Unida, entregado en Guardo, un pueblo minero de Palencia.[10]
- 2006: Premio San Pancracio del XIII Festival Solidario de Cine Español de Cáceres en reconocimiento a su exitosa trayectoria en la interpretación.
- 2007: Premio de Honor del V Festival de Cine y Derechos Humanos de San Sebastián.[11]
- 2009: Medalla de Oro al Mérito en las Bellas Artes.
- 2011: Premio de la confederación sindical CC.OO. de Madrid en el centenario del Día Internacional de la Mujer Trabajadora por "su trabajo destacado en defensa de los derechos de las mujeres".[12]
- 2012: Premio de la solidaridad "Juan Antonio González Caraballo".[13][14]
- En homenaje a su trayectoria artística, el Ayuntamiento de Sevilla - su ciudad natal - le dedicó, en abril de 2009, una calle, sustituyendo la del General Merry, en aplicación de la «Ley de Memoria Histórica». En 2011 el Ayuntamiento, gobernado por el popular Juan Ignacio Zoido, inició los trámites para la modificación de la calle Pilar Bardem para ser rotulada como avenida Nuestra Señora de las Mercedes.[15] La actriz, ante esta situación, declaró: "Si el alcalde y los sevillanos así lo quieren, que la quiten".[16]
- En 2023 Correos emitió un sello dedicado a recuerdo.[17]

## Otros datos
- Publicó una autobiografía: La Bardem (2005).
- Grabó monólogos para El club de la comedia.
- En las Elecciones al Parlamento Europeo de 2004 se presentó en la lista de Izquierda Unida (España).
- Participó en la presentación de las elecciones de 2007 por parte de Izquierda Unida en el ayuntamiento de Belmez (Córdoba).
- Fue una confesa culé que sufrió y disfrutó como cualquier aficionado los fracasos y los éxitos de su equipo.[18]
- En 2022 se inauguró la Sala Pilar Bardem en la sede de AISGE (Artistas Intérpretes, Entidad de Gestión de Derechos de Propiedad Intelectual), en Madrid.
- En 2023, Correos emitió un sello conmemorativos dedicado a Pilar Bardem.[19]